# Hollywood Walk of Fame

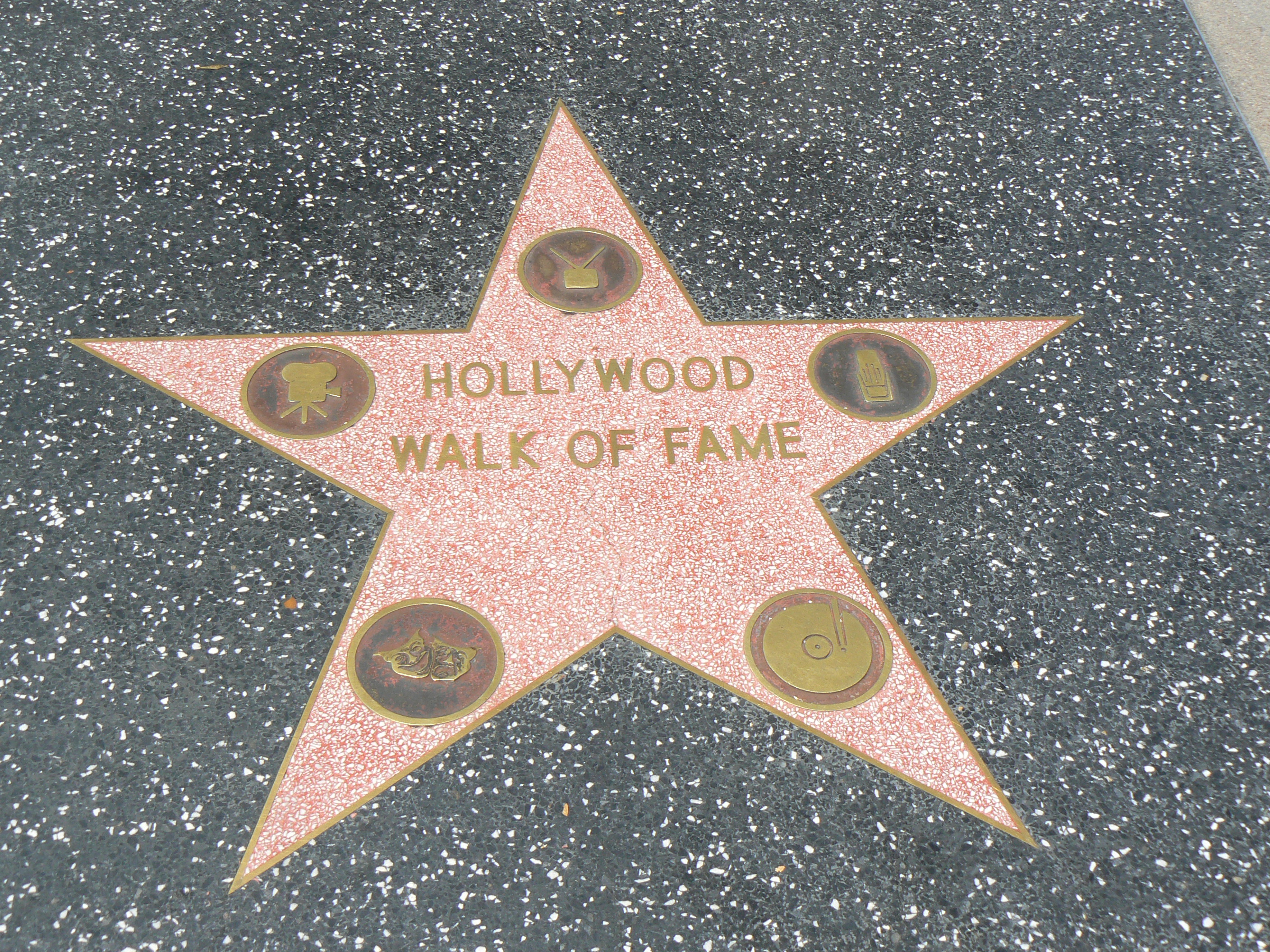
Stjärnan med de fem olika kategorierna som belönas.

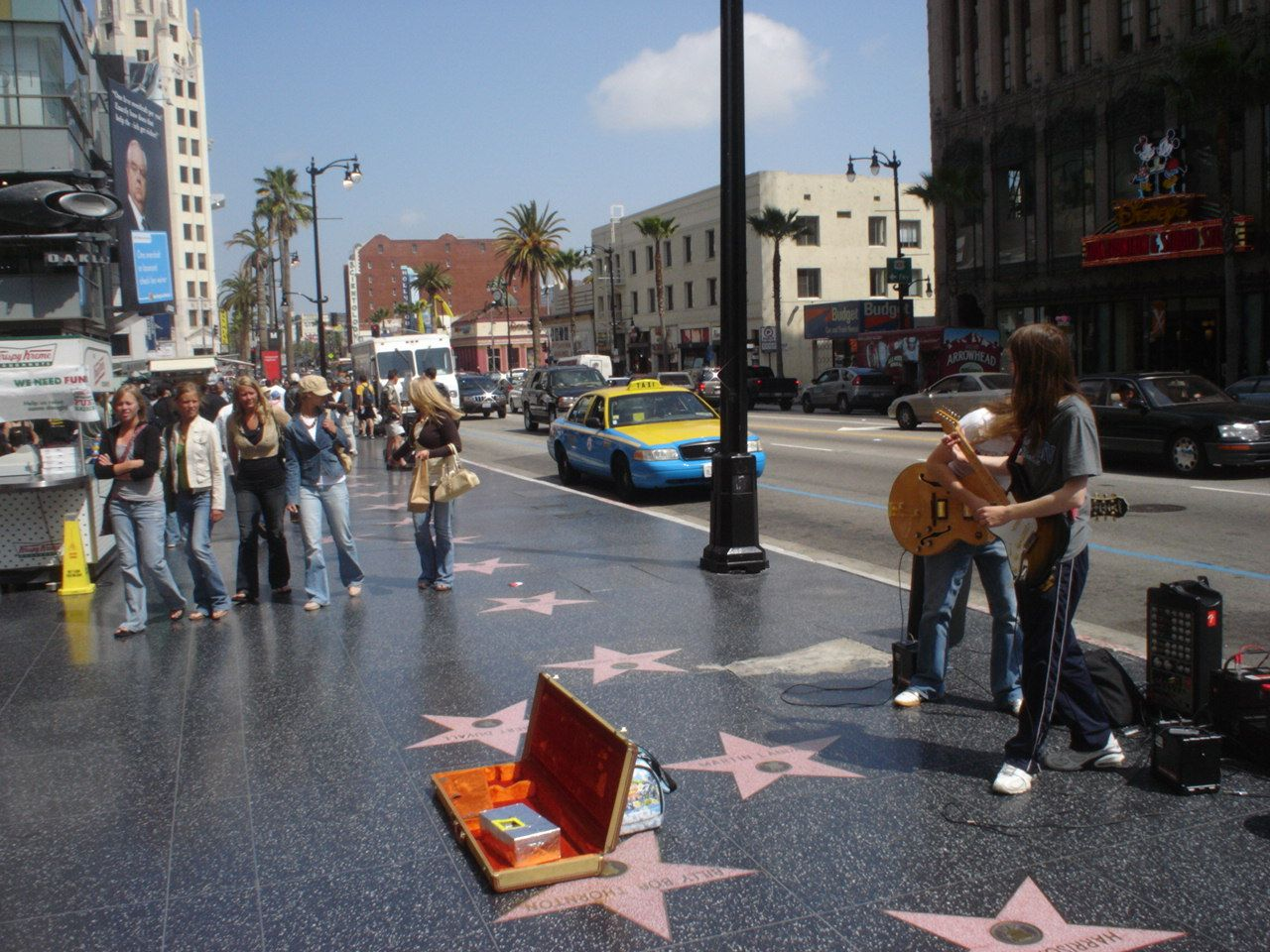
6801 Hollywood Boulevard, nära Dolby Theatre (f.d. Kodak Theatre).

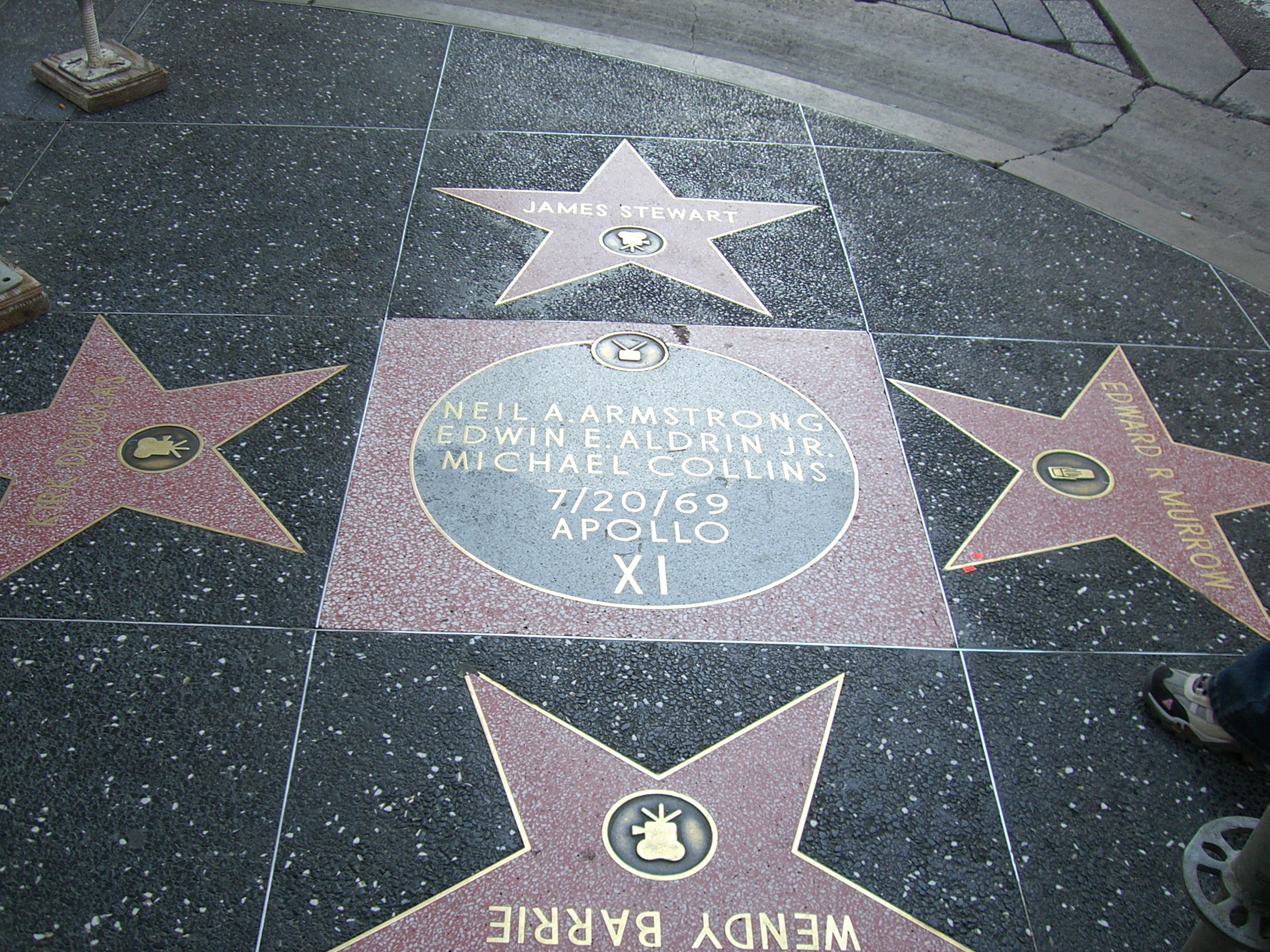
"Stjärna" för besättningen på Apollo 11.

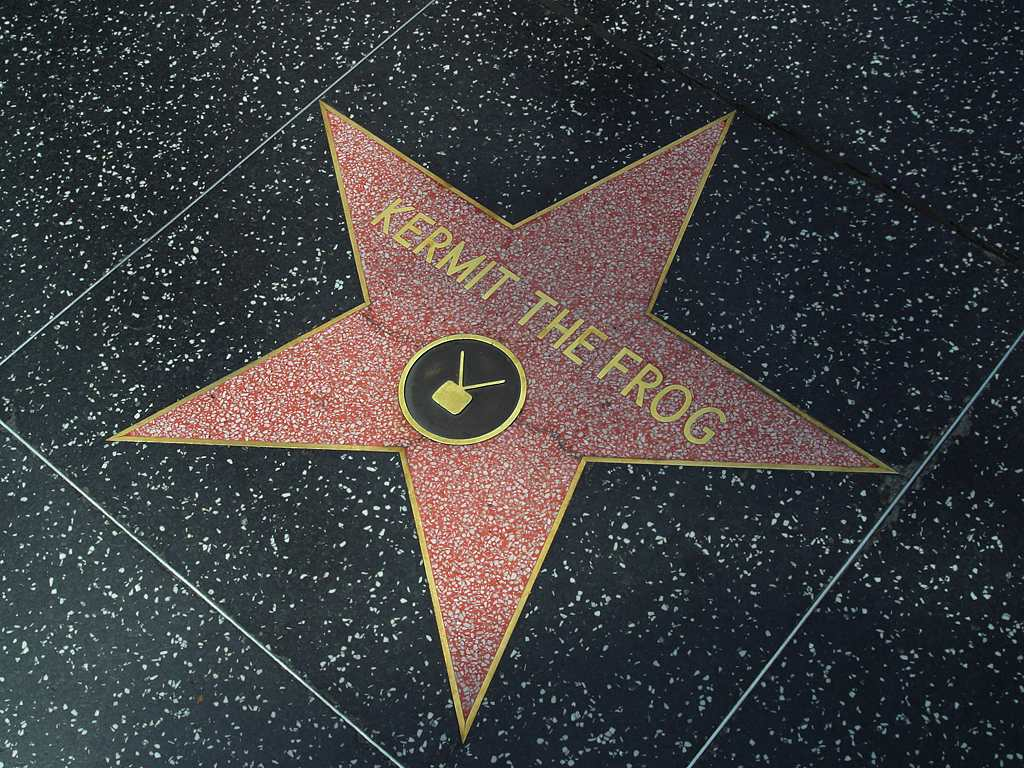
Grodan Kermits stjärna på Hollywood Walk of Fame.

Hollywood Walk of Fame är trottoarerna längs gatorna Hollywood Boulevard och Vine Street i Hollywood, som är belagda med kvadratiska stenar av konstgjord marmor, var och en försedd med en röd femuddig stjärna på svart botten. Vid korsningen mellan de båda gatorna finns en rund ”stjärna” för att hedra astronauterna ombord på Apollo 11.
Stjärnan visar namnet på den person som hedrats med plattan och en symbol som visar inom vilken bransch man gjort sig förtjänt av den. Det är Hollywoods handelskammare som utser personer som gjort en stor insats för underhållningsvärlden i USA. Symbolerna är:
- filmkamera för film
- TV-apparat för TV
- grammofonskiva för musik
- radiomikrofon för radio
- komedi/tragedi-mask för levande teater

Walk of Fame skapades 1958 och hade den 12 november 2016 2 594 stjärnor placerade, se Lista över stjärnor på Hollywood Walk of Fame. Den första stjärnan utdelades 9 februari 1960 till skådespelaren Joanne Woodward. Det hela är en självfinansierande verksamhet eftersom personen/gruppen som utses måste gå med på att delta i en särskild ceremoni och betala en ”inträdesavgift” på 30 000 USD.
193 personer har fått fler än en stjärna där Gene Autry, även kallad den sjungande cowboyen, fått en stjärna i varje kategori. Sju svenskar har var sin stjärna: Ingrid Bergman, Greta Garbo, Anna Q. Nilsson, Signe Hasso, Nils Asther, Mauritz Stiller och Ann-Margret.